# Odie Spears
Marion Odicca Spears, detto Odie (Scottsville, 17 giugno 1924 – Louisville, 28 marzo 1985), è stato un cestista statunitense, professionista nella BAA, nella NBA e nella NPBL.

## Carriera
Venne selezionato dai Chicago Stags nel Draft BAA 1948.

## Palmarès
- All-NPBL First Team (1951)